# Itambaracá
Itambaracá is een gemeente in de Braziliaanse deelstaat Paraná. De gemeente telt 7.128 inwoners (schatting 2009).